# David O’Connor
David James O’Connor (ur. 18 stycznia 1962 w Gaithersburgu) – amerykański jeździec sportowy. Trzykrotny medalista olimpijski.
Startował w konkurencji WKKW. Największy sukces odniósł na igrzyskach w Sydney, zwyciężając w konkursie indywidualnym i zdobywając brąz w rywalizacji drużynowej. Wcześniej w Atlancie był członkiem srebrnej drużyny. W skład ekipy na obie imprezy wchodziła także jego żona – Karen. W 2002 wywalczył złoto mistrzostw świata.

## Starty olimpijskie (medale)
Atlanta 1996
- konkurs drużynowy (na koniu Giltedge) –  srebro

Sydney 2000
- konkurs indywidualny (Custom Made) –  złoto
- konkurs drużynowy (Giltedge) –  brąz